# Glanycus insolitus
Glanycus insolitus är en fjärilsart som beskrevs av Walker 1855. Glanycus insolitus ingår i släktet Glanycus och familjen Thyrididae. Inga underarter finns listade i Catalogue of Life.